# 40763 Zloch
40763 Zloch è un asteroide della fascia principale. Scoperto nel 1999, presenta un'orbita caratterizzata da un semiasse maggiore pari a 3,0475094 au e da un'eccentricità di 0,1514501, inclinata di 2,06775° rispetto all'eclittica.